# Adderlantaarnhaai
De adderlantaarnhaai (Trigonognathus kabeyai) is een vissensoort uit de familie van de lantaarnhaaien (Etmopteridae). De wetenschappelijke naam van de soort is voor het eerst geldig gepubliceerd in 1990 door Mochizuki & Ohe.